# Eckwersheim
Eckwersheim is een gemeente in het Franse departement Bas-Rhin (regio Grand Est). De gemeente behoort tot het kanton Brumath en het arrondissement Strasbourg. Eckwersheim telde op 1 januari 2022 1.428 inwoners.
Op 14 november 2015 vond nabij het plaatsje een treinongeval plaats waarbij 10 doden vielen te betreuren.

## Geografie
De oppervlakte van Eckwersheim bedroeg op 1 januari 2022 7,46 vierkante kilometer; de bevolkingsdichtheid was toen 191,4 inwoners per km².

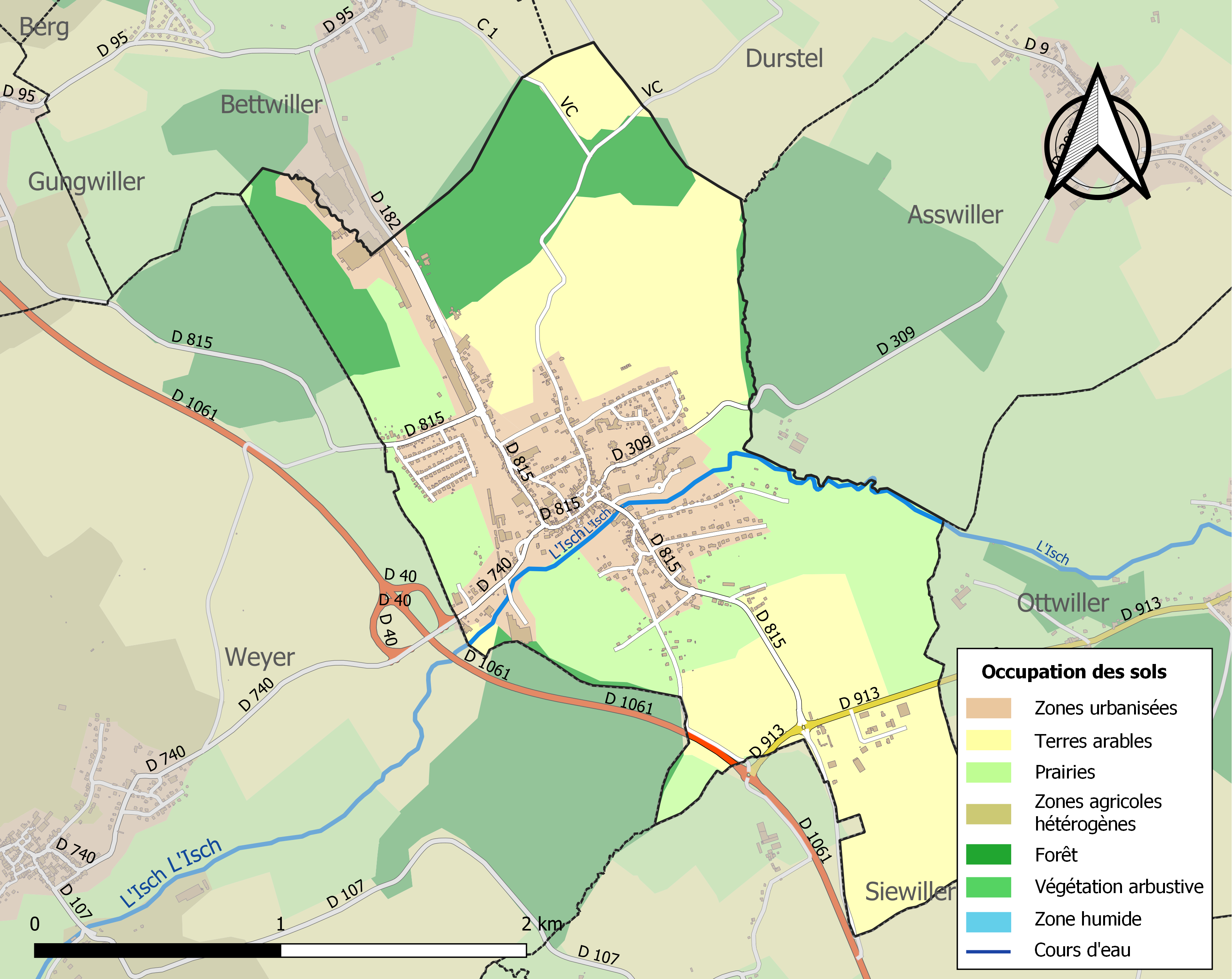
Kaart van de gemeente met de belangrijkste infrastructuur, bodemgebruik en omliggende gemeenten

## Demografie
Onderstaande figuur toont het verloop van het inwonertal (bron: INSEE-tellingen).